# Margo Jaya
Margo Jaya is een bestuurslaag in het regentschap Lampung Timur van de provincie Lampung, Indonesië. Margo Jaya telt 3335 inwoners (volkstelling 2010).